# Kanton Bavay
Bavay (Nederlands: Bavik of Beuken) is een voormalig kanton van het Franse Noorderdepartement. Het kanton maakte deel uit van het arrondissement Avesnes-sur-Helpe. In maart 2015 werd het kanton opgeheven en werden de gemeenten opgenomen in het nieuwe kanton Aulnoye-Aymeries.

## Gemeenten
Het kanton Berlaimont omvatte de volgende gemeenten:
- Amfroipret
- Audignies
- Bavay (Bavik) (hoofdplaats)
- Bellignies
- Bermeries
- Bettrechies
- Feignies
- La Flamengrie
- Gussignies
- Hon-Hergies
- Houdain-lez-Bavay
- La Longueville
- Mecquignies
- Obies
- Saint-Waast
- Taisnières-sur-Hon